# Discographie de Lana Del Rey
Pour un article plus général, voir Lana Del Rey.
 (mai 2024).
La discographie de la chanteuse américaine Lana Del Rey est constituée de neuf albums studio, ainsi que de plusieurs  extended play et singles.

## Albums

### Albums studio
| Lana Del Ray A.K.A. Lizzy Grant                                   | - Sortie : 4 janvier 2010 - Label : 5 Points - Formats : CD, téléchargement                                  | — | — | — | — | — | — | — | — | — | — | — |                                                                                       | |
| Born to Die                                                       | - Sortie : 30 janvier 2012 - Labels : Stranger, Interscope, Polydor - Formats : CD, téléchargement, vinyle   | 1 | 1 | 1 | 3 | 1 | 1 | 1 | 2 | 1 | 1 | 2 | - É-U : 5 × Platine - ALL : Platine - AUS : Or - FRA : Diamant - SUI : Or             | - Monde : 11 000 000 - R-U : 1 100 000 - É-U : 3 500 000 - ALL : 800 000 - FRA : 570 000 - SUI : 80 000                 |
| Ultraviolence                                                     | - Sortie : 16 juin 2014 - Labels : Interscope, Polydor - Formats : CD, téléchargement, vinyle                | 3 | 1 | 5 | 1 | 1 | 2 | 2 | 5 | 2 | 1 | 1 | - É-U : Platine - AUS : Or - R-U : Or - ALL : Or - AUT: Or - CAN : Or - FRA : Platine | - Monde : 2 900 000 - ALL : 115 000 - É-U : 1 000 000 - FRA : 110 000 - UK : 160 000                                    |
| Honeymoon                                                         | - Sortie : 18 septembre 2015 - Labels : Interscope, Polydor - Formats : CD, téléchargement, vinyle           | 4 | 1 | 4 | 3 | 2 | 3 | — | 5 | 3 | 2 | 2 | - É-U : Or - BRÉ : Or - FRA : Or - POL : Or - R-U : Or                                | - WW : 1 500 000 - ALL : 65 000 - AUS : 35 000 - É-U : 500 000 - BR : 40 000 - CAN : 30 000 - FR : 50 000 - IT : 15 000 |
| Lust For Life                                                     | - Sortie : 21 juillet 2017 - Labels : Interscope, Polydor - Formats : CD, téléchargement, vinyle             | 8 | 1 | 5 | 1 | 2 | 3 | 2 | 6 | 2 | 1 | 1 | - É-U : Or - R-U : Or - FRA : Or - BR : Platine - POL : Platine                       | - Monde : 1 800 000 - É-U : 500 000 - FRA : 50 000 - BRÉ : 44 000 - POL : 20 000 - R-U : 100 000                        |
| Norman Fucking Rockwell                                           | - Sortie : 30 août 2019 - Labels : Interscope, Polydor - Formats : CD, téléchargement, vinyle                | 5 | 4 | 7 | 3 | — | 4 | — | — | 1 | 1 | 3 | - É-U : Platine - R-U : Or                                                            | - WW (est) : 733 000 - US : 80,700 - FRA : 31,000 - UK : 31,539                                                         |
| Chemtrails over the Country Club                                  | - Sortie : 19 mars 2021 - Labels : Interscope, Polydor - Formats : CD, téléchargement, vinyle                |   |   |   |   |   |   |   |   |   |   |   | - FRA : Or                                                                            | |
| Blue Banisters                                                    | - Sortie : 22 octobre 2021 - Labels : Interscope, Polydor - Formats : CD, téléchargement, vinyle             |   |   |   |   |   |   |   |   |   |   |   |                                                                                       | |
| Did You Know That There's a Tunnel Under Ocean Blvd               | - Sortie : 10 mars 2023 - Labels : Interscope, Polydor - Formats : CD, K7, streaming, téléchargement, vinyle |   |   |   |   |   |   |   |   |   |   |   | - FRA : Or                                                                            | |
| The Right Person Will Stay                                        | - Sortie : 21 mai 2025 - Labels : Interscope, Polydor - Formats : CD, K7, streaming, téléchargement, vinyle  |   |   |   |   |   |   |   |   |   |   |   |                                                                                       | |
| « — » indique que l'album n'est pas sorti ou classé dans le pays. | |   |   |   |   |   |   |   |   |   |   |   |                                                                                       | |

### EP
| Titre                                                             | Album                                                                                         | Meilleure position |
| Titre                                                             | Album                                                                                         | É-U                |
| ----------------------------------------------------------------- | --------------------------------------------------------------------------------------------- | ------------------ |
| Kill Kill (en)                                                    | - Sortie : 21 octobre 2008 - Label : 5 Points - Format : Téléchargement                       | —                  |
| Lana Del Rey                                                      | - Sortie : 10 janvier 2012 - Labels : Stranger, Interscope, Polydor - Format : Téléchargement | 20                 |
| Paradise                                                          | - Sortie : 13 novembre 2012 - Labels : Polydor, Interscope - Formats : CD, téléchargement     | 10                 |
| « — » indique que l'album n'est pas sorti ou classé dans le pays. |                                                                                               |                    |

## Chansons

### Singles
| Titre                                                                 | Année | Meilleure position | Meilleure position | Meilleure position | Meilleure position | Meilleure position | Meilleure position | Meilleure position | Meilleure position | Meilleure position | Meilleure position | Certifications                                                        | Album                   |
| Titre                                                                 | Année | ALL                | AUS                | FLA                | WAL                | FRA                | IRL                | P-B                | SUI                | R-U                | É-U                | Certifications                                                        | Album                   |
| --------------------------------------------------------------------- | ----- | ------------------ | ------------------ | ------------------ | ------------------ | ------------------ | ------------------ | ------------------ | ------------------ | ------------------ | ------------------ | --------------------------------------------------------------------- | ----------------------- |
| Video Games                                                           | 2011  | 1                  | 23                 | 2                  | 3                  | 2                  | 6                  | 3                  | 4                  | 9                  | 91                 | - ALL : Platine - AUS : Or - AUT : Or - BEL : Platine - SUI : Platine | Born to Die             |
| Born to Die                                                           | 2011  | —                  | 34                 | 14                 | 10                 | 13                 | 12                 | 93                 | 13                 | 9                  | —                  |                                                                       | Born to Die             |
| Blue Jeans                                                            | 2012  | —                  | —                  | —                  | —                  | 16                 | —                  | —                  | 39                 | 119                | —                  |                                                                       | Born to Die             |
| Summertime Sadness                                                    | 2012  | 7                  | 3                  | —                  | —                  | 10                 | —                  | —                  | 47                 | 4                  | 6                  |                                                                       | Born to Die             |
| National Anthem                                                       | 2012  | —                  | —                  | —                  | —                  | 152                | —                  | —                  | —                  | 92                 | —                  |                                                                       | Born to Die             |
| Blue Velvet                                                           | 2012  | 49                 | —                  | —                  | —                  | 40                 | —                  | —                  | —                  | 60                 | —                  |                                                                       | Born to Die             |
| Ride                                                                  | 2012  | 44                 | —                  | —                  | —                  | 56                 | 35                 | —                  | 20                 | 32                 | —                  |                                                                       | Born to Die             |
| Dark Paradise                                                         | 2013  | 45                 | —                  | —                  | —                  | —                  | —                  | —                  | 48                 | —                  | —                  |                                                                       | Born to Die             |
| Burning Desire                                                        | 2013  | —                  | —                  | —                  | —                  | —                  | —                  | —                  | —                  | 172                | —                  |                                                                       | Paradise                |
| Young and Beautiful                                                   | 2013  | 44                 | 39                 | —                  | —                  | 58                 | 35                 | —                  | —                  | 43                 | 22                 |                                                                       | The Great Gatsby        |
| West Coast                                                            | 2014  | 22                 | 44                 | —                  | —                  | 34                 | —                  | —                  | —                  | 21                 | 17                 |                                                                       | Ultraviolence           |
| Shades of Cool                                                        | 2014  | —                  | 50                 | —                  | —                  | 37                 | —                  | —                  | —                  | 144                | 79                 |                                                                       | Ultraviolence           |
| Ultraviolence (en)                                                    | 2014  | —                  | —                  | —                  | —                  | 88                 | —                  | —                  | —                  | 105                | 70                 |                                                                       | Ultraviolence           |
| Brooklyn Baby                                                         | 2014  | —                  | 35                 | —                  | —                  | 33                 | —                  | —                  | —                  | 86                 | —                  |                                                                       | Ultraviolence           |
| Black Beauty (en)                                                     | 2014  | —                  | —                  | —                  | —                  | —                  | —                  | —                  | —                  | 179                | —                  |                                                                       | Ultraviolence           |
| High by the Beach                                                     | 2015  | 75                 | 51                 | —                  | —                  | 14                 | —                  | —                  | —                  | 60                 | 51                 |                                                                       | Honeymoon               |
| Music to Watch Boys To (en)                                           | 2015  | —                  | —                  | —                  | —                  | 117                | —                  | —                  | 186                | —                  |                    |                                                                       | Honeymoon               |
| Freak                                                                 | 2016  | —                  | —                  | —                  | —                  | —                  | —                  | —                  | —                  | —                  | —                  |                                                                       | Honeymoon               |
| Love                                                                  | 2017  | 68                 | 41                 | 41                 | —                  | 86                 | 35                 | —                  | 27                 | 41                 | 44                 |                                                                       | Lust For Life           |
| Lust For Life (featuring The Weeknd)                                  | 2017  | 65                 | 44                 | —                  | —                  | 66                 | 33                 | —                  | 48                 | 38                 | 63                 |                                                                       | Lust For Life           |
| White Mustang                                                         | 2017  | —                  | —                  | —                  | —                  | —                  | —                  | —                  | —                  | —                  | —                  |                                                                       | Lust For Life           |
| Mariners Apartment Complex                                            | 2018  | —                  | 92                 | —                  | —                  | —                  | 74                 | —                  | 89                 | —                  | —                  |                                                                       | Norman Fucking Rockwell |
| Venice Bitch (en)                                                     | 2018  | —                  | —                  | —                  | —                  | —                  | —                  | —                  | —                  | —                  | —                  |                                                                       | Norman Fucking Rockwell |
| Hope Is a Dangerous Thing for a Woman like Me to Have – but I Have It | 2019  | —                  | —                  | —                  | —                  | —                  | —                  | —                  | —                  | 99                 | —                  |                                                                       | Norman Fucking Rockwell |
| Doin' Time                                                            | 2019  | —                  | 110                | —                  | —                  | 162                | 51                 | —                  | 70                 | 42                 | 59                 |                                                                       | Norman Fucking Rockwell |

### Autres chansons classées
| Radio                                                        | 2012 | 67 | — | —   | Born to Die |
| Without You                                                  | 2012 | —  | — | 121 | Born to Die |
| « — » indique que la chanson n'est pas classée dans le pays. |      |    |   |     |             |

## Ventes de singles
Video Games s'est vendu à environ 1 600 000 exemplaires. Born to Die, le deuxième single, s'est vendu à 600 000 exemplaires. Les autres singles ont eu moins de succès : Blue Jeans s'est vendu à environ 250 000 exemplaires, Summertime Sadness à 400 000 exemplaires, National Anthem à 25 000, Blue Velvet à 15 000, Ride à 50 000 exemplaires, Dark Paradise à 8 000 exemplaires.
Young and Beautiful s'est vendu à 650 000 exemplaires.

## Clips vidéo
| Titre                         | Année | Réalisation                    |
| ----------------------------- | ----- | ------------------------------ |
| Kill Kill                     | 2009  | Lana Del Rey                   |
| Diet Mountain Dew             | 2009  | Lana Del Rey                   |
| You Can Be the Boss           | 2009  | Lana Del Rey                   |
| Kinda Outta Luck              | 2009  | Lana Del Rey                   |
| Blue Jeans (première version) | 2011  | Lana Del Rey                   |
| Video Games                   | 2011  | Lana Del Rey                   |
| Off to the Races              | 2011  | Lana Del Rey                   |
| Born to Die                   | 2011  | Yoann Lemoine                  |
| Blue Jeans (seconde version)  | 2012  | Yoann Lemoine                  |
| Carmen                        | 2012  | Lana Del Rey                   |
| National Anthem               | 2012  | Anthony Mandler                |
| Summertime Sadness            | 2012  | Kyle Newman et Spencer Susser  |
| Blue Velvet                   | 2012  | Johan Renck                    |
| Ride                          | 2012  | Anthony Mandler                |
| Bel Air                       | 2012  | Kyle Newman                    |
| Burning Desire                | 2013  | Ant Shurmer                    |
| Young and Beautiful           | 2013  | Chris Sweeney et Sophie Muller |
| West Coast                    | 2014  | Vincent Haycock                |
| Shades of Cool                | 2014  | Jake Nava                      |
| Ultraviolence                 | 2014  | Francesco Carrozzini           |
| High by the Beach             | 2015  | Jake Nava                      |
| Music To Watch Boys To        | 2015  | Kinga Burza                    |
| Freak                         | 2016  | Lana del Rey                   |
| Love                          | 2017  |                                |
| Lust for Life                 | 2017  |                                |
| White Mustang                 | 2017  |                                |